# George Antheil
George Antheil, ursprungligen Georg Carl Johann Antheil, född 8 juli 1900 i Trenton i New Jersey, död 12 februari 1959 i New York, var en amerikansk tonsättare och pianist. 

## Biografi

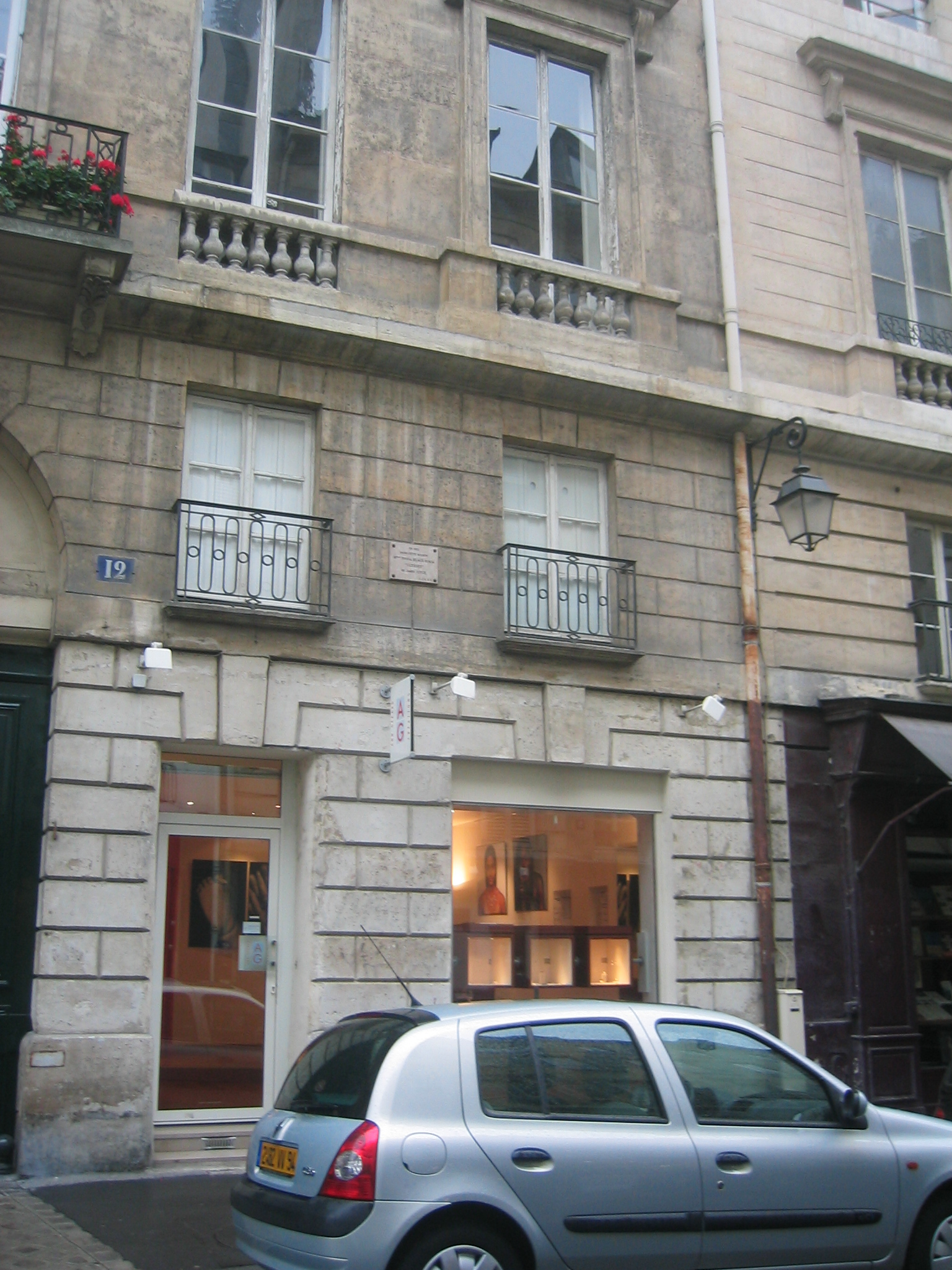
12, Rue de l'Odéon, där Antheil bodde.

Antheil studerade för Constantine von Sternberg och Ernest Bloch. Från början av 1920-talet och fram till 1933 turnerade han i Europa som konsertpianist. 1936 bosatte han sig i Hollywood och skrev musik till många filmer.
Antheil skrev många korta pianostycken (och framförde dem under turnéerna) och vidare sonater, symfonier, konserter, två stråkkvartetter, fyra baletter, sju operor och annan scenmusik. Hans tidiga musik bröt med det traditionella med Ballet Mécanique som det främsta exemplet. Operan Transatlantic innehåller en aria av primadonnan liggande i badkaret. Senare verk är mer melodiskt uppbyggda. Han skrev även texter under eget namn eller pseudonym, bland annat en detektivroman och bidrag i Esquire.

## Ballet Mécanique
Antheil skrev Ballet Méchanique 1923 och omformade det i flera faser fram till 1950-talet. Det blev ett av hans mest kända verk, inte minst för den speciella "instrumenteringen". Dess första utformning omfattade fem pianolor och slagverksinstrument och skulle utgöra musik till en film av Fernand Léger. Det omarbetades så att det kunde uppföras självständigt. Verket krävde då åtta pianon, en pianola, åtta xylofoner, två elektriska dörrklockor och ljudet från en flygplanspropeller. Det första uppförandet, i Paris 1926, orsakade tumult. Vid framförandet i New York 1927 dubblades antalet pianon till sexton, cirkelsågar och bilhorn tillkom och en riktig flygplanspropeller fanns som blickfång. I sin senare form från 1953 saknas pianolan, pianoantalet är fyra och speltiden var halverad.

## Verk i urval
- Airplane Sonata (1922), för piano
- Symfoni nr 1 (1922)
- Ballet Mécanique (1923-24; reviderad 1953)
- Jazz Symphonietta (1926), för 22 instrument
- Transatlantic (1928-29), opera
- Dreams (1935), balett
- Serenade (1948), för stråkorkester
- Cabezza de Vacca (1955-56), kantat